# Geréns
Os Geréns ou gueréns são um grupo indígena brasileiro que habita o município de Ilhéus, região sul do estado da Bahia, mais precisamente na Terra Indígena Olivença. Alguns membros desse grupo fundiram-se com os antigos pataxós-hã-hã-hães, com os baenãs, os camacãs, os mongoiós, os sapuiás-quiriris e parte dos tupiniquins, e passaram a se identificar desde então como pataxós-hã-hã-hães.